# Вундертим
Вундертим (нем. Wunderteam — Чудо-команда) — название легендарной сборной Австрии по футболу 1930-х годов. Возглавлял команду австрийский тренер Хуго Майсль. В 14 матчах, сыгранных между апрелем 1931 года и декабрём 1932 года команда не потерпела ни одного поражения.
Прозвище «Вундертим» впервые появилось в заголовках немецких газет в 1931 году, когда в Берлине со счётом 6:0 была обыграна сборная Германии.
Стиль игры «Вундертим» базировался на принципах шотландской футбольной школы, заключавшихся в быстрой игре в пас, внедрённой ранее англичанином Джимми Хоганом. Линию атаки дополняли крайние полузащитники и центральный атакующий полузащитник. Маттиас Синделар, Йозеф Смистик и Вальтер Науш составили основу команды, доминировавшей в европейском футболе того времени. Маттиас Синделар, которого называли «Бумажный человек», из-за его хрупкого телосложения, был главной звездой той команды. Капитанскую повязку чаще всего носил левый защитник Йозеф Блум.

## История

### Восхождение к славе и успеху
В начале 1930-х годов футбольная сборная Австрии была самой выдающейся командой Европы. К чемпионату мира 1934 года австрийцы подошли в качестве очевидных фаворитов. Они наголову разбили многих своих соперников, включая более чем уверенные победы: 5:0 и 6:0 со сборной Германии, 6:0 с командой Швейцарии, а также разгром 8:2, учинённый сборной Венгрии. Кроме этого австрийцы стали победителями Центрально-европейского Кубка (предшественника чемпионатов Европы УЕФА), победив в 1932 году сборную Италии со счётом 2:1. Этот кубок стал единственным завоёванным «Вундертим» трофеем.
Впоследствии австрийские футболисты также стали обладателями серебряных медалей Олимпийских игр 1936 года, но в том турнире, в соответствии с олимпийскими критериями, выступала молодая любительская сборная, тренируемая, тем не менее, «отцами» «Вундертим» Хуго Майслем и Джимми Хоганом.

### Чемпионат мира 1934 года

«Вундертим» 24 апреля 1932 года с Венгрией: Шрамзайс, Науш, Хофманн, Цишек, Синделар, Браун, Шалль, Фогль/ Гшвайдль, Хиден, Блюм

Австрийцы ехали на мировое первенство 1934 года одними из главных фаворитов. В четвертьфинале они одолели сборную Венгрии, которая только-только набирала силу (через четыре года венгры станут финалистами чемпионата мира 1938 года). Как и не менее знаменитая «Золотая команда» 20 лет спустя, сборная Австрии не смогла взять Кубок мира, несмотря на прекрасную игру. В полуфинале турнира австрийцы уступили будущим чемпионам, сборной Италии, матч проходил в плохих погодных условиях, что затрудняло перемещение мяча по полю. Единственный гол был забит в результате ошибки австрийского вратаря, который не смог удержать отскочивший от него мокрый мяч, и затем в столкновении с итальянским игроком пересёк линию ворот с мячом в руках. Рефери этого матча Иван Эклинд был подвергнут критике за пристрастное судейство в пользу хозяев чемпионата, особенно после того, как он затем судил и финальный матч, также выигранный итальянцами. В игре за третье место австрийцы проиграли сборной Германии и стали на мундиале лишь четвёртыми.

### Конец команды
Смерть Хуго Майсля в 1937 году стала началом заката великой команды. Австрия квалифицировалась на чемпионат мира 1938 года, однако выбыла из турнира в связи с аннексией гитлеровской Германией Австрии в марте 1938 года путём т. н. «аншлюса». Немецкие власти потребовали, чтобы игроки с «родины фюрера» продолжили выступления уже в сборной Германии, приказав тренеру Зеппу Гербергеру немедленно включить их в состав.
По требованию руководства Рейха, австрийские футболисты составили примерно половину объединенной команды, но та не оправдала ожиданий, выбыв из соревнований уже в первом раунде. Выступление на этом мундиале было для немецкой сборной худшим до 2018 года. Лидер «Вундертим» Маттиас Синделар, который отказался выступать в сборной Германии (ему к тому времени уже исполнилось 35 лет), 22 января 1939 года был найден мёртвым в своей квартире вместе со своей подругой. По официальному заключению смерть наступила в результате отравления угарным газом, однако различные версии случившегося продолжают выдвигаться до сих пор.

## Матчи «Вундертим»

### 1931
| 16 мая 1                                                                                   |                                                        | 5:0     | Шотландия | Вена                                                 |
|                                                                                            | - Шалль 27′ - Цишек 29′ 69′ - Фогль 49′ - Синделар 79′ | (отчёт) |           | Стадион: «Хоэ Варте» Зрителей: 40 000 Судья: П.Руофф |
| : Хиден - Шрамзайс, Блюм - Браун, Смистик, Галль - Цишек, Гшвайдль, Синделар, Шалль, Фогль |                                                        |         |           |                                                      |

Игра против Шотландии считается часом рождения «Вундертим». Шотландия, наряду с Англией, считалась родиной футбола; в текущем сезоне разделила с ней первенство в Домашнем Чемпионате, победив 28 марта на «Хэмпдене» 2:0 в присутствии 130 тысяч болельщиков. Для австрийцев, которым стараниями знаменитого шотландского футбольного тренера Джимми Хогана был привит шотландский стиль игры в мелкий пас, победа над своими почтенными учителями действительно казалась чудом. Правда, состав шотландской сборной в этом матче был более, чем экспериментальным: семь дебютантов (в том числе вся пятерка нападения), всего трое участников матча с англичанами и ни одного представителя «Старой фирмы» — но это никак не отменяет прогремевшее на всю Европу первое в истории поражение шотландцев от континентальной команды, являющееся к тому же крупнейшим по счету за 60-летнюю и 154-матчевую футбольную историю.
| 24 мая 2                                                                                   |                                                           | 6:0     | Германия | Берлин                                                 |
|                                                                                            | - Шалль 6′ 33′ 71′ - Фогль 27′ - Цишек 64′ - Гшвайдль 88′ | (отчёт) |          | Стадион: «Грюневальд» Зрителей: 40 000 Судья: О.Олссон |
| : Хиден - Шрамзайс, Блюм - Браун, Смистик, Галль - Цишек, Гшвайдль, Синделар, Шалль, Фогль |                                                           |         |          |                                                        |

После этой, второй по счету победы с разгромным счетом в том же составе над довольно серьезным соперником, и появилось впервые в газетах прозвище «Вундертим».
| 16 июн 3 |                            | 2:0     | Швейцария | Вена                                                     |
| | - Гшвайдль 59′ - Шалль 87′ | (отчёт) |           | Стадион: «Рапид-плац» Зрителей: 10 000 Судья: др.Ю.Брюль |
| : Бугала - Шрамзайс (~30-45' Талер), Цейка - Хлоупек, Смистик, Урбанек - Хенцль, Гшвайдль , Штойбер, Шалль, Фогль |                            |         |           |                                                          |

В этом матче состав «Вундертим» был изменен более, чем наполовину; состав соперника был также экспериментальным. Матч долгое время не считался официальным, пока в 1986 году все же не был окончательно признан обеими сторонами.
| 13 сен 4                                                                               |                                                  | 5:0     | Германия | Вена                                               |
|                                                                                        | - Синделар 2′ 69′ 76′ - Шалль 42′ - Гшвайдль 63′ | (отчёт) |          | Стадион: «Пратер» Зрителей: 50 000 Судья: О.Олссон |
| : Хиден - Райнер, Блюм - Мок, Смистик, Галль - Цишек, Гшвайдль, Синделар, Шалль, Фогль |                                                  |         |          |                                                    |

Результат ответного матча с Германией в Вене не был особенно удивительным: довоенный немецкий футбол был любительским. Так, в 1930 году на престижном предвоенном клубном турнире (Кубке Наций) чемпион Германии «Фюрт» проиграл австрийскому «Фёрсту» со счетом 1:7.
| 4 окт 5 КЦЕ                                                                                          |                 | 2:2     | Венгрия | Будапешт                                                  |
| | - Цишек 56′ 85′ | (отчёт) |         | Стадион: «Хунгария ут» Зрителей: 32 000 Судья: П. Баувенс |
| : Хиден (88' Платцер) - Райнер, Блюм - Мок, Смистик, Галль - Цишек, Гшвайдль, Синделар, Шалль, Фогль |                 |         |         |                                                           |

В Будапеште в матче престижнейшего Кубка Центральной Европы (прообраза будущего Чемпионата Европы) «Вундертим» ждало первое серьезнейшее испытание. Матч с извечными соперниками — венграми, лидировавшими в турнире — во главе с Иштваном Аваром, Габором Петером Сабо и молодым Дьердем Шароши в центре полузащиты складывался непросто: австрийцам дважды пришлось отыгрываться, причем Цишек сравнял счет лишь на 85-й минуте. Оставшиеся пять минут вместили травму и замену Хидена и важный сэйв вышедшего на замену Платцера.
| 29 ноя 6 КЦЕ                                                                           |                                                                               | 8:1     | Швейцария | Базель                                              |
|                                                                                        | - Гшвайдль 10′ 63′ - Цишек 33′ - Шалль 49′ 80′ 86′ - Фогль 58′ - Синделар 61′ | (отчёт) |           | Стадион: «Ранкхоф» Зрителей: 25 000 Судья: Ф.Чейнар |
| : Хиден - Райнер, Блюм - Браун, Хофманн, Люф - Цишек, Гшвайдль, Синделар, Шалль, Фогль |                                                                               |         |           |                                                     |

В следующем матче в рамках Кубка Центральной Европы вдохновенно игравшие австрийцы буквально разгромили швейцарцев (имевших в составе звезд европейского уровня Северино Минелли и Андре Абегглена), нанеся им самое тяжелое домашнее поражение в истории после Первой мировой войны.

### 1932
| 20 мар 7 КЦЕ                                                                             |                    | 2:1     | Италия | Вена                                              |
|                                                                                          | - Синделар 56′ 58′ | (отчёт) |        | Стадион: «Пратер» Зрителей: 61 000 Судья: П.Руофф |
| : Хиден - Шрамзайс, Блюм - Мок, Хофманн, Науш - Цишек, Гшвайдль, Синделар, Мюллер, Фогль |                    |         |        |                                                   |

Матчи Кубка Центральной Европы продолжились в следующем году: новое испытание ждало «Вундертим» в лице сборной Италии, лидировавшей в турнире. В напряженнейшем матче всё решил «дубль» Синделара в течение двух минут в начале второго тайма. Ответный штурм «Скуадры Адзурры» принёс лишь один гол Меаццы. После этого матча австрийцы сравнялись с итальянцами в таблице розыгрыша.
| 24 апр 8                                                                                  |                                                              | 8:2     | Венгрия | Вена                                                  |
|                                                                                           | - Синделар 3′ 14′ 31′ - Шалль 33′ 50′ 70′ 73′ - Гшвайдль 52′ | (отчёт) |         | Стадион: «Хоэ Варте» Зрителей: 60 000 Судья: А.Бирлем |
| : Хиден - Шрамзайс, Блюм - Браун, Хофманн, Науш - Цишек, Гшвайдль, Синделар, Шалль, Фогль |                                                              |         |         |                                                       |

Следующий спортивный подвиг стоил в глазах болельщиков даже больше победы над шотландцами: в извечном дунайском дерби была деклассирована команда Венгрии. Двое венгров были удалены с поля, но это произошло уже при счете 6:2. Только в 2013 году, когда венгерский футбол испытывал крайнюю степень своей деградации, голландцы сумели победить крупнее — 8:1.
| 22 мая 9 КЦЕ                                                                          |               | 1:1     | Чехословакия | Прага                                          |
|                                                                                       | - Синделар 2′ | (отчёт) |              | Стадион: «Летна» Зрителей: 30 000 Судья: М.Фуш |
| : Хиден - Янда, Сеста - Браун, Хофманн, Науш - Цишек, Гшвайдль , Синделар, Люф, Фогль |               |         |              |                                                |

И итальянцев, и австрийцев в заключительных матчах Кубка Центральной Европы ждал сложнейший выезд в Прагу. Быстрый гол Синделара был еще в первом тайме отыгран после удара Свободы. В дальнейшем сборная Чехословакии имела значительное преимущество, но удачная игра Хидена и Сесты помогла сохранить ничейный результат и паритет с Италией перед последним туром.
| 17 июл 10                                                                             |                                                     | 4:3     | Швеция | Стокгольм                                           |
|                                                                                       | - Фогль 26′ - Синделар 37′ - Мольцер 52′ - Вайц 79′ | (отчёт) |        | Стадион: «Олимпия» Зрителей: 15 000 Судья: С.Хансен |
| : Цорер - Граф, Науш - Адамек, Друккер, Галль - Мольцер, Вайц, Синделар, Шалль, Фогль |                                                     |         |        |                                                     |

География успехов «Вундертим» была расширена победой над сборной Швеции в Стокгольме. В составе пришлось произвести ряд замен, поскольку в этот же день в Кубке Митропы «Виенна» встречалась в полуфинале с «Болоньей».
| 2 окт 11                                                                                   |                                                | 3:2     | Венгрия | Будапешт                                                 |
|                                                                                            | - Боршаньи 39′ (авт.) - Мюллер 54′ - Браун 61′ | (отчёт) |         | Стадион: «Уллои ут» Зрителей: 28 000 Судья: Р.Барлассина |
| : Хиден - Райнер , Сеста - Браун, Смистик, Науш - Мольцер, Мюллер, Синделар, Шалль, Хорват |                                                |         |         |                                                          |

В третьем за год матче с жаждущей реванша за недавнее разгромное поражение сборной Венгрии «Вундертим» пришлось отыгрываться дважды, но все же удалось одержать победу, продлив беспроигрышную серию до 11 матчей.
| 23 окт 12 КЦЕ                                                                         |                              | 3:1     | Швейцария | Вена                                               |
|                                                                                       | - Мюллер 14′ - Шалль 54′ 67′ | (отчёт) |           | Стадион: «Пратер» Зрителей: 55 000 Судья: Ф.Чейнар |
| : Хиден - Науш , Сеста - Браун, Хофманн, Люф - Цишек, Мюллер, Синделар, Шалль, Хорват |                              |         |           |                                                    |

В заключительном матче Кубка Центральной Европы «Вундертим» уверенно дома обыграла швейцарцев. Победа сборной Чехословакии над итальянцами пятью днями позже принесла первую (и единственную) победу сборной Австрии в значимом международном турнире.

### Матч со сборной Англии
Сборная Англии, не входящая в то время в ФИФА и не участвовавшая в крупнейших международных турнирах, тем не менее приглашала время от времени наиболее успешные сборные для проведения матчей. В этих матчах она неизменно выигрывала (и не будет проигрывать еще более двадцати лет — до эпохи «Араньчапат»). Успехи «Вундертим» завоевали ей право на такой матч, состоявшийся в Лондоне на «Стэмфорд Бридж» 7 декабря 1932 года.
| 7 дек 13 | Австрия                        | 3:4     | Англия                                       | Лондон                                                        |
| | - Цишек 51′ 87′ - Синделар 80′ | (отчёт) | - 5′ 27′ Хэмпсон - 77′ Э.Хоугтон - 82′ Крукс | Стадион: «Стэмфорд Бридж» Зрителей: 42 000 Судья: Дж.Лангенус |
| Австрия: Хиден - Райнер , Сеста - Галль, Смистик, Науш - Цишек, Гшвайдль, Синделар, Шалль, Фогль Англия: Хиббс - Р.Гудолл, Бленкинсоп - Стрэнж, Э.Харт, Э.Кин - Крукс, Джек, Хэмпсон, Б.Уолкер , Э.Хоугтон |                                |         |                                              |                                                               |

Поражением в этом матче «Вундертим» снискала себе славы не меньше, чем предыдущими победами. После матча английская пресса отмечала техническое и тактическое превосходство австрийских футболистов, их индивидуальные и командные достоинства. Англичане, по мнению прессы, сумели победить лишь за счет жесткой самоотверженности и напора («триумф телесности над утонченностью»). Тем не менее, счет матча не располагал к требованию решительных реформ в английском футболе.
Описание хода матча, тем не менее, показывает осведомленность англичан об особенностях игры соперника и использование своих сильных сторон. Это выразилось прежде всего в начале матча: игре соперника с насыщенным центром поля и активным участием в розыгрыше полузащитников англичане противопоставили мобильную игру на средних и длинных передачах, выполняемых полузащитниками и даже защитниками, минуя длинный розыгрыш. Первый гол был забит уже на 5 минуте после длинной продольной передачи центрального полузащитника Харта на ход Хэмпсону. На 27 минуте последовал пас на правый край в свободную зону Уолкеру, откуда последовала быстрая передача на противоположный край штрафной площади оказавшемуся там Хоугтону, технично скинувшему головой под удар Хэмпсону — 2:0. Таким образом, примерно до 30 минуты англичане вполне успешно действовали против «Вундертим», используя отрезающие группу атаки австрийцев длинные передачи на выход мобильным форвардам.
Далее англичане не смогли удержать предложенный высокий темп и игра выровнялась: лучшее техническое и тактическое оснащение австрийцев давало им преимущество. На 51 минуте Синделар сыграл накоротке с Шаллем и, прорвавшись в штрафную, выкатил мяч под удар Цишеку — 2:1. Затем Науш оказался на выгодной позиции — обыгранного Хиббса выручил защитник. Англичанам повезло больше: со штрафного за игру рукой Хоугтон рикошетом от подставленной головы Галля (по другим данным, Сесты) забил третий мяч. Тут же Синделар прошел индивидуально — 3:2. В оставшееся время команды обменялись голами: сначала Джек перехитрил всю защиту, выдав неожиданный пас Круксу в центр штрафной — 4:2, затем Цишек забил после углового, поданного Фоглем — 4:3. Цишек мог и сравнять счет, но пробил неточно.
| 11 дек 14                                                                                |                                                   | 6:1     | Бельгия | Брюссель                                                |
|                                                                                          | - Шалль 19′ 28′ 42′ 67′ - Цишек 68′ - Веселик 86′ | (отчёт) |         | Стадион: «Стад де Юбиле» Зрителей: 16 000 Судья: Р.Радд |
| : Хиден - Райнер , Сеста - Галль, Смистик, Науш - Цишек, Веселик, Синделар, Шалль, Фогль |                                                   |         |         |                                                         |

Возвращаясь из Англии, «Вундертим» вновь расширила географию своих побед, обыграв в Брюсселе сборную Бельгии.

## 1933
| 12 фев 15                                                                                |                                                      | 4:0     | Франция | Париж                                                        |
|                                                                                          | - Синделар 65′ - Цишек 69′ - Веселик 70′ - Фогль 83′ | (отчёт) |         | Стадион: «Парк де Пренс» Зрителей: 37 459 Судья: Дж.Лангенус |
| : Хиден - Райнер , Сеста - Галль, Смистик, Науш - Цишек, Веселик, Синделар, Шалль, Фогль |                                                      |         |         |                                                              |

После победы над сборной Франции вратарь «Вундертим» Руди Хиден (которому не исполнилось еще и 24 лет) получил предложение и перешел в парижский «Расинг», в котором играл вместе с другим австрийским футболистом Августом (Огюстом) Жорданом. Позднее Хиден принял французское гражданство и даже выступал за сборную Франции.
По его стопам во Франции позднее оказались и другие игроки «Вундертим»: Адольф Фогль, Карл Галль, Франц Веселик, Йозеф Адельбрехт.
| 9 апр 16                                                                                       |               | 1:2     | Чехословакия | Вена                                                     |
|                                                                                                | - Смистик 86′ | (отчёт) |              | Стадион: «Хоэ Варте» Зрителей: 61 000 Судья: Дж.Лангенус |
| : Платцер - Райнер , Сеста - Каллер, Смистик, Науш - Цишек, Адельбрехт, Синделар, Шалль, Фогль |               |         |              |                                                          |

История «Вундертим» закончилась 9 апреля 1933 года поражением от другой известной сборной — сборной Чехословакии, будущего финалиста чемпионата мира, в которой играли Франтишек Планичка, Йозеф Коштялек, Штефан Чамбал, Олдржих Неедлы и Антонин Пуч. Именно Пуч забил два гола в начале второго тайма, которые австрийцам отыграть не удалось.
После этого поражения сборная Австрии выдала новую беспроигрышную серию из 12 матчей, вместившую в себя победы над Венгрией, Бельгией, Францией, Италией, прерванную лишь в полуфинале чемпионата мира, и вплоть до аншлюса в 1938 году являлась одной из сильнейших сборных Европы. Однако состав ее, хотя и включал зачастую многих из тех же футболистов, уже не был столь артистичен, и игра, хотя и весьма качественная, все же не дотягивала до стандартов, которые установила «Вундертим». Тем не менее, австрийскую сборную и позднее нередко называли этим именем.

## Игровая манера и вклад в развитие игры
Успех «Вундертим» определяется главным образом весьма удачно подобранным тренером Хуго Майслем в ходе многочисленных экспериментов сочетанием футболистов, в первую очередь, в атаке, наложенным на передовую по тем временам тактическую схему, заключавшуюся в эшелонировании группы атаки путем оттяжки некоторых форвардов и подключении к розыгрышу полузащитников. Это насыщало центр поля, помогало постоянно контролировать мяч, организовывать игру и, в случае потери мяча, перекрывать зоны и за счет численного преимущества не давать полузащите соперников доводить мяч до нападения. Фактически это была разновидность системы «дубль-вэ», как раз в те годы развиваемая Гербертом Чепменом в «Арсенале», идея которой также заключалась в выделении группы организации атаки из инсайдов и полузащитников и насыщении центра поля. Основы такой игры демонстрировались еще сборной Уругвая в середине-конце 1920-х годов.
Контроль мяча занимал ведующую роль в игре «Вундертим» — фактически группа атаки из восьми игроков запирала соперника на его половине поля. Такая игра в настоящее время получила название «тики-така» — причем в те времена она была, ввиду меньшего атлетизма и темповых возможностей футболистов, даже ярче выражена, чем в «канонические» времена «Барселоны» и сборной Испании.
Ввиду успехов «Вундертим», этот стиль стал на определенный период времени визитной карточкой многих среднеевропейских команд. Так, Николай Петрович Старостин, анализируя в прессе встречу в октябре 1934 года сборной Москвы с ординарной чешской профессиональной командой «Жиденице», перечислил все характерные особенности практикуемой чешской командой данной системы и удивительно точно указал методы борьбы с ней (темп и оперативные нацеленные длинные передачи на ход в свободную зону), которые и принесли успех сборной Москвы в том матче.
О вкладе «Вундертим» в «тотальный футбол» (под которым понимается универсализация футболистов — в первую очередь, увеличение процента футболистов, умеющих и имеющих задачу квалифицированно отбирать мяч, а также совершать перемещения на непрофильные позиции в зависимости от требований игровой ситуации) говорить преждевременно (хотя элементы такого футбола всегда присутствуют в игре достаточно квалифицированных футболистов) — в те времена еще не была повсеместно принята даже система эшелонирования группы атаки (система «дубль-вэ») — первый шаг к «тотальному футболу». «Вундертим» своей яркой игрой дала импульс развития футбола в этом направлении.